# فرناندو بوتيرو
فرناندو بوتيرو (ولد في 19 أبريل 1932) هو فنان كولمبي. تتضمّن أعماله الرسوم الصامتة والمناظر الطبيعية، يهتمّ بوتيرو بشكل أساسي بالفن التشخيصي. تتميز رسوماته ونحته بالأبعاد الضخمة وببدانة الهياكل البشريّة والحيوانية فيها. فسر بوتيرو استعماله للأشكال البدينة حيث قال بأن الفنان ينجذب إلى بعض الأشكال بدون معرفة السبب.
حصل على الجائزة الأولى في صالون دي أرتيستاس كولومبيانوس في عام 1958. بدأ في إنشاء المنحوتات بعد انتقاله إلى باريس في عام 1973 ، وحصل على اعتراف دولي من خلال المعارض في جميع أنحاء العالم بحلول التسعينيات. يتم جمع أعماله الفنية من قبل العديد من المتاحف والشركات الدولية الكبرى وجامعي التحف الفنية. في عام 2012 ، حصل على جائزة الإنجاز مدى الحياة في النحت المعاصر من المركز الدولي للنحت.

## سيرة
ولد فرناندو بوتيرو في 19 أبريل 1932 في مدينة ميديلين، كولومبيا. بدأ العمل مصورًا في عام 1948. في عام 1950، ذهب إلى أوروبا، حيث التحق بأكاديمية سان فرناندو في مدريد، إسبانيا، وأعجب بالنماذج الجصّية في فلورينسا. ذهب في زيارة طويلة إلى المكسيك بين عامي 1956 و1957 وأعجب باللوحات الجدارية التي أثّرت على مسيرته المستقبلية بشكل ملحوظ. حيث قدّم بأعماله الشخصية أشكالاً كبيرة، تحوي هياكل بشريّة ضخمة، كما أضاف اللمسات الطبيعية عليها. جمع الأشياء المحلية بالعالمية، وهو يشير كثيراً إلى موطنه كولومبيا، ويخلق محاكاة ساخرة متقنة من التحف الفنية القديمة الماضية أيضاً، مثل دورير، وبونارد، وفيلازكويز، وديفيد. كما يرسم رموز القوّة والسلطة في كل مكان، مثل الرؤساء والجنود والكهنة، لأجل المرح. وأقام حديثاً عروضاً في طوكيو وأثينا.

## روابط خارجية
- فرناندو بوتيرو على موقع IMDb (الإنجليزية)
- فرناندو بوتيرو على موقع الموسوعة البريطانية (الإنجليزية)
- فرناندو بوتيرو على موقع روتن توميتوز (الإنجليزية)
- فرناندو بوتيرو على موقع مونزينجر (الألمانية)
- فرناندو بوتيرو على موقع ألو سيني (الفرنسية)
- فرناندو بوتيرو على موقع أول موفي (الإنجليزية)
- فرناندو بوتيرو على موقع ديسكوغز (الإنجليزية)
- فرناندو بوتيرو على موقع كينوبويسك (الروسية)